# Wright Vertical 4

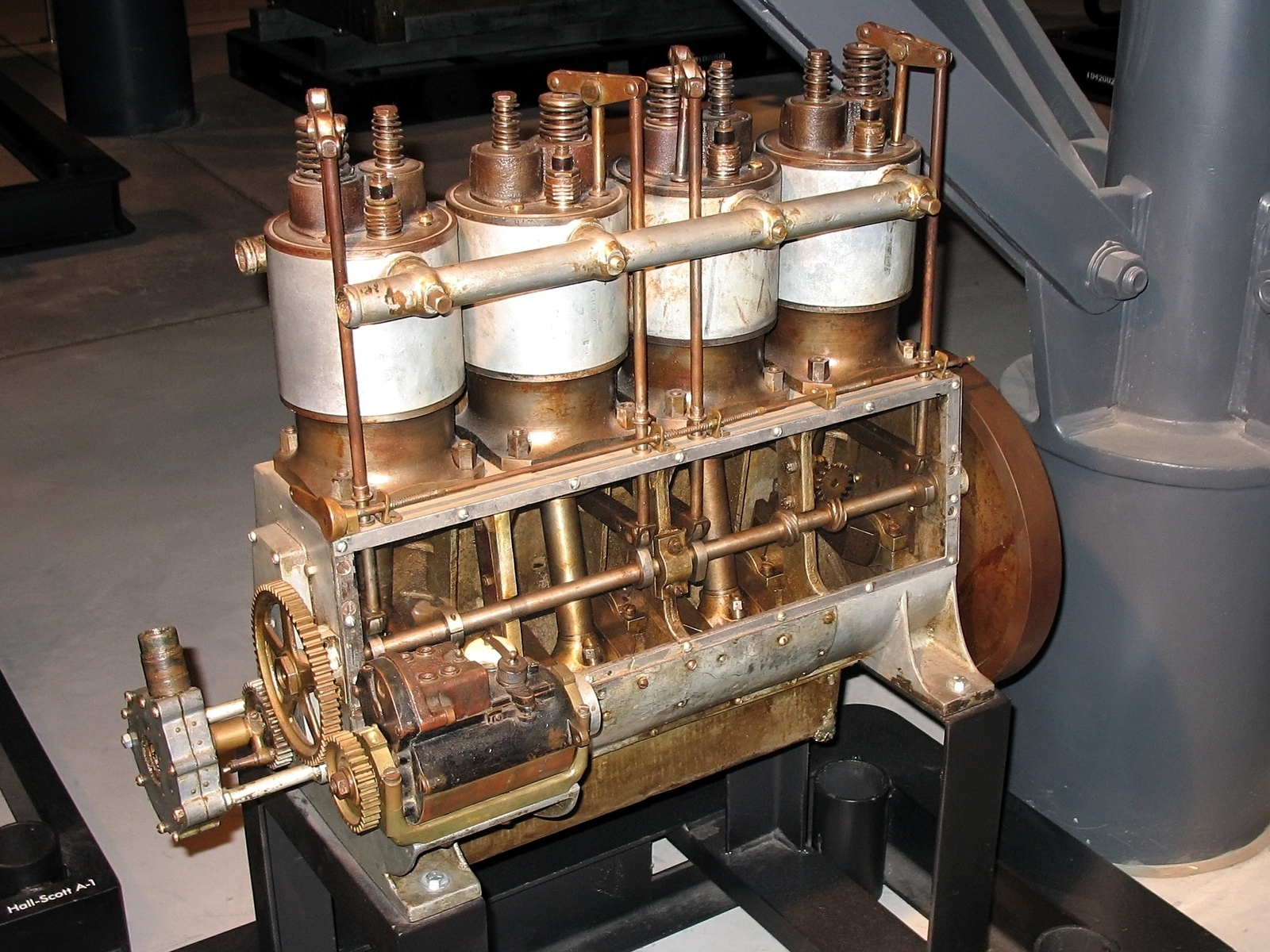
Um Wright Vertical 4 conservado em museu.

Wright Vertical 4 foi a designação do segundo modelo de motor produzido pelos irmãos Wright a partir de 1906, e também pela Wright Company a partir de 1909, esse modelo portanto, foi produzido entre 1906 e 1912 tendo sido utilizado para para equipar os aviões Wright desse período. 
O Wright Vertical 4 tinha 3.932 cc de capacidade, fornecia entre 30 hp nas primeiras versões, chegando a até 40 hp nas últimas, quando passou a ser conhecido também por Wright 4-40 (4 cilindros - 40 hp). Ele foi projetado em 1906 e construído a partir de então para equipar os aviões produzidos pelos Wright até 1912.

## Projeto
Esse motor tinha um magneto de alta tensão controlado por engrenagens e um distribuidor de centelhas. Esse sistema de ignição é utilizado até hoje em motores à pistão aeronáuticos. O piloto podia ajustar o tempo entre as centelhas com um controle na ação do magneto usando um pedal. Os quatro cilindros de ferro fundido estavam dispostos verticalmente em linha aparafusados num cárter de alumínio.
Uma bomba fazia circular água entre os cilindros e um radiador, mas apenas metade da área de cada cilindro era resfriada. Assim como o modelo anterior de 1904-1905 a bomba de combustível injetava gasolina diretamente na válvula de admissão. Não havia carburador e portanto não havia sistema de aceleração. Para ajudar a ligar e desligar o motor, o piloto abria uma válvula de descompressão.
Esse motores produziam 28 hp quando foram introduzidos, mas essa potência aumentou gradativamente até 40 hp, quando a Wright Company fez melhorias. Ele era considerado confiável, apesar de frequentes problemas com as válvulas de exaustão, pistões e cilindros.

## Especificações

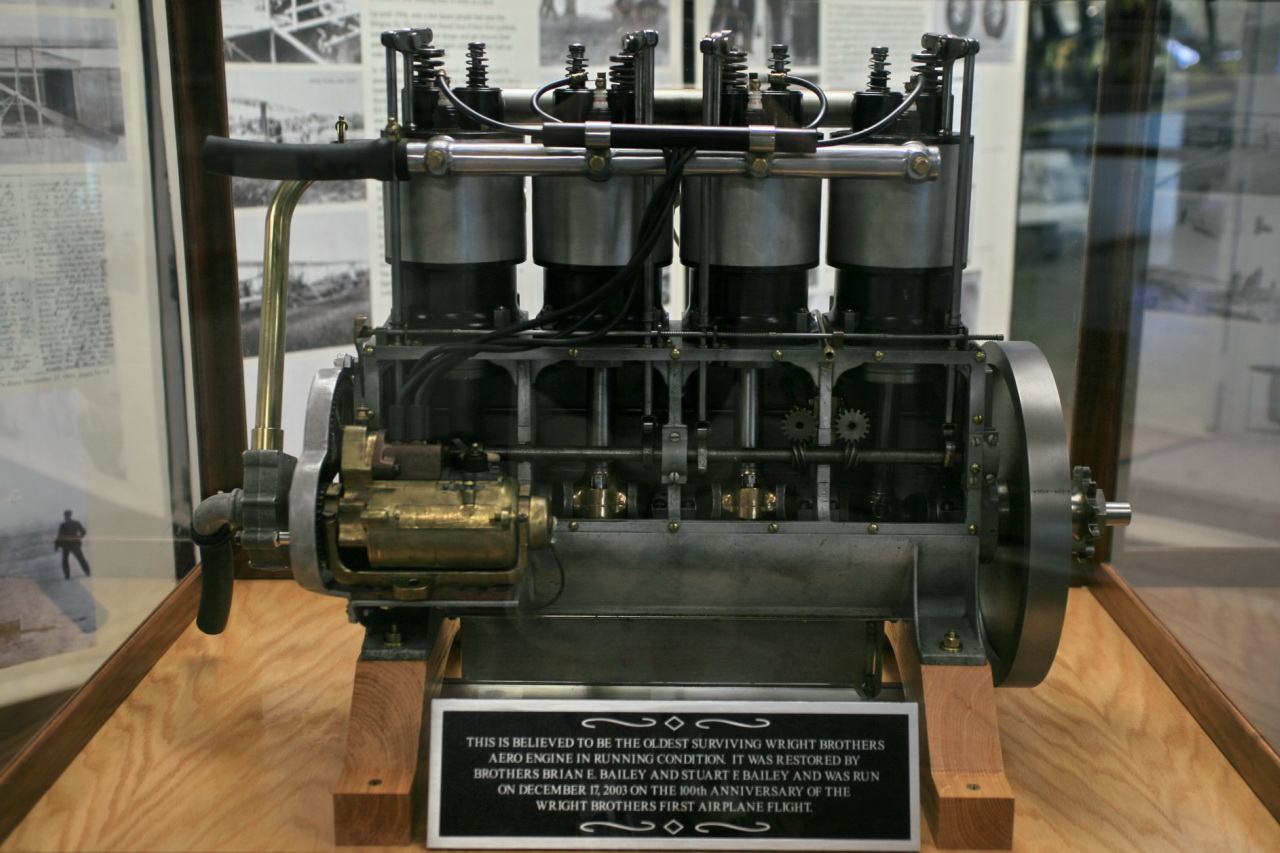
O mais antigo exemplar conhecido do
Wright Vertical 4 mantido em
condições de funcionamento.

Essas são as características do motor Wright Vertical 4:
- Características gerais
  - Tipo: 4-cilindros verticais em linha
  - Diâmetro: 111 mm
  - Curso: 102 mm
  - Capacidade: 3,9 litros
  - Peso vazio: 72,6 kg
  - Potência: 28 a 40 hp

- Componentes
  - Ignição: por velas de centelhamento acionadas por um magneto Mea ou Bosch de alta tensão
  - Sistema de combustível: injeção direta
  - Sistema de refrigeração: a água
  - Características exclusivas: Válvula de descompressão, válvulas de exaustão auxiliares nos cilindros